# Sinapis
Sinapis is een geslacht van kruidachtige planten uit de kruisbloemenfamilie (Brassicaceae). In de Benelux komen in het wild de herik (Sinapis arvensis) en witte mosterd (Sinapis alba) voor.
Er is geen duidelijke scheiding met Brassica (kool). Sommige soorten worden door de ene botanicus in Sinapis en door de andere botanicus in Brassica geplaatst. 
Soorten geteeld voor het maken van de specerij mosterd zijn onder meer de witte mosterd (Sinapis alba) die afkomstig is uit het Middellandse Zeegebied, de zwarte mosterd (Brassica nigra) en de sareptamosterd (Brassica juncea).
Sinapis-soorten zijn waardplant voor onder andere Evergestis forficalis, Evergestis frumentalis, Pieris mannii, Pontia chloridice, het Resedawitje en Pontia helice.
... · 
S. alba (Witte mosterd) · 
S. arvensis (Herik) · 
...
... · 
Alliaria · 
Alyssum (Schildzaad) · 
Arabidopsis · 
Arabis (Scheefkelk) · 
Armoracia · 
Aubrieta · 
Barbarea (Barbarakruid) · 
Berteroa · 
Brassica (Kool) · 
Braya · 
Bunias (Hardvrucht) · 
Cakile · 
Calepina · 
Camelina · 
Capsella (Herderstasje) · 
Cardamine (Veldkers) · 
Cochlearia (Lepelblad) · 
Coincya · 
Conringia · 
Coronopus (Varkenskers) · 
Crambe (Bolletjeskool) · 
Descurainia · 
Diplotaxis (Zandkool) · 
Draba · 
Erophila · 
Eruca · 
Erucastrum · 
Eutrema  · 
Erysimum (Steenraket) · 
Heliophila · 
Hesperis · 
Hirschfeldia · 
Hormathophilla · 
Hornungia · 
Iberis (Scheefbloem) · 
Isatis · 
Lepidium (Kruidkers) · 
Lobularia · 
Lunaria (Judaspenning) · 
Malcolmia · 
Matthiola · 
Neslia · 
Physaria · 
Pringlea · 
Ptilotrichum · 
Raphanus (Radijs) · 
Rapistrum · 
Rorippa (Waterkers) · 
Schouwia · 
Selenia · 
Sinapidendron · 
Sinapis · 
Sisymbrium (Raket) · 
Subularia · 
Teesdalia · 
Thlaspi (Boerenkers) · 
...